# Епідемічний паротит
Епідемі́чний пароти́т (англ. mumps, epidemic parotitis; лат. parotitis epidemica; народне — свинка, завушниця) — гостре висококонтагіозне інфекційне захворювання, яке характеризується гарячкою, загальною інтоксикацією, ураженням слинних залоз, а іноді й інших залоз, які мають вивідні протоки (статеві, молочні, підшлункова), центральної нервової системи (ЦНС).

## Історичні відомості
Епідемічний паротит описав Гіппократ у V ст. до н. е. як «епідемія паротиту». У XVIII ст. дослідники звернули увагу на контагіозність та епідемічне поширення хвороби. Тоді встановили зв'язок між ураженням слинних залоз і виникненням орхіту (запалення яєчок). В 1934 році Е. Гудпасчер та К. Джонсон виділили вірус, який спричинює хворобу. У 1966 році створили живу вакцину для профілактики хвороби.

## Актуальність
На сьогодні епідемічний паротит залишається однією з поширеніших та найконтагіозних інфекцій в світі. Особливу увагу приділяють цій хворобі через велику кількість встановлених її тяжких ускладнень: чоловіче безпліддя, євнухоїдизм, цукровий діабет II типу, хронічний панкреатит, ураження ЦНС.

## Етіологія
Збудник епідемічного паротиту є РНК-вмісним вірусом з роду Rubulavirus, родини Paramyxoviridae. Він має гемаглютинуючу і гемолізуючу активністю щодо еритроцитів людини, барана, морських свинок, а також алергізуючі властивості. Антигенна структура вірусу стабільна і однорідна, генетичних змін їх не виявлено. Вірус малостійкий до впливу факторів зовнішнього середовища: нагрівання і висушування, опромінення і впливу хімічних речовин (хлор, формалін, лізол тощо), досить стійкий до низьких температур.

## Епідеміологічні особливості

### Джерело та резервуар інфекції
Хворобу відносять до антропонозів. Єдиним джерелом інфекції є хворі на різні форми (типові та стерті, субклінічні) епідемічного паротиту. Хворий починає виділяти вірус у довкілля за 3 дні до початку проявів хвороби та продовжує протягом 9 днів після.

### Механізм і фактори передачі
Механізм передачі — повітряно-крапельний. Слина, краплини носоглоткового слизу, що містять вірус у слині, можуть потрапляти через повітря до іншої людини при чханні, кашлю, розмові або контактно-побутовим шляхом через забруднені руки, немитий посуд або інші заражені предмети.

### Сприйнятливий контингент та імунітет
На епідемічний паротит найчастіше хворіють діти в період між третім і сьомим роком життя. Осіб чоловічої статі епідемічний паротит уражає в 2 рази частіше з виникненням явних (симптомних) проявів, ніж дівчаток та жінок. Інфекційний процес має сезонність, спостерігають хворобу найбільше навесні, особливо у квітні та травні. Завдяки проведенню планової вакцинації спалахи епідемічного паротиту на сьогодні зустрічаються порівняно рідко, і відбуваються в основному у скупчених умовах, закритих приміщеннях, таких, як школи, дитячі будинки, військові табори тощо. Після перенесеної хвороби створюється стійкий, довічний імунітет.

## Патогенез
Патогенез епідемічного паротиту до кінця ще не вивчений. Це захворювання системного характеру, при якому спостерігають ураження багатьох залозистих органів, ЦНС і відзначають порушення в різних функціональних системах. Найчастішимим є ураження слинних залоз.

З вхідних воріт, якими є слизові оболонки ротової порожнини, носа, глотки вірус потрапляє в кров і поширюється по всьому організму: до слини, статеві та підшлункову залози, в ЦНС та інші органи.
Патоморфологічні дослідження свідчать, що при епідемічному паротиті в основному уражена інтерстиціальна тканина залоз, що мають протоки (слинні, статеві, підшлункова та молочна). Протоки слинних залоз мають ознаки запального процесу, вони розширені та заповнені клітинним детритом та білком. У випадках паротитного серозного менінгіту морфологічні зміни мають неспецифічний характер (гіперемія, набряк головного мозку, периваскулярна інфільтрація мозкових оболон). Аналогічні зміни спостерігають і в інших залізистих органах (яєчка, підшлункова залоза, зрідка молочні залози, яєчники).

## Клінічні прояви

### Класифікація

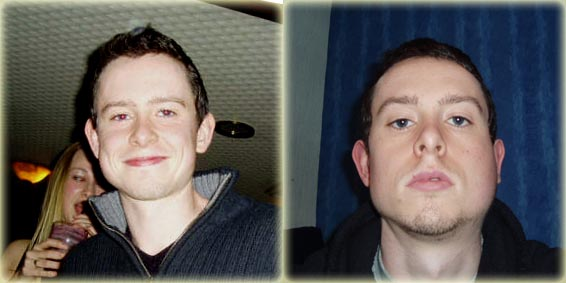
Людина до хвороби (ліворуч) та під час епідемічного паротиту (праворуч).

Згідно МКХ-10 вирізняють:
- Епідемічний паротит (B26), що включає:

- Паротитний орхіт (N51.1*)
- Паротитний менінгит (G02.0*)
- Паротитний енцефаліт (G05.1*)
- Паротитний панкреатит (K87.1*)
- Епідемічний паротит з іншими ускладненнями (B26.8)

- артрит (М01.5*)
- міокардит (І41.1*)
- нефрит (N08.0*)
- поліневрит (G63.0*)

- Епідемічний паротит неускладнений (B26.9)

До 40 % випадків епідемічного паротиту перебігає в стертій та інаппарантной (безсимптомній) формах, ці випадки практично не реєструють.

### Клінічні ознаки
Інкубаційний період при епідемічному паротиті коливається від 11 до 25 днів (частіше 15-18 днів).
Основні симптоми епідемічного паротиту це:
- Гарячка
- Збільшення слинних залоз.

#### Початкові симптоми
Спочатку виникає набряк привушної слинної залози з тієї чи іншої сторони, а через 1—2 дні в процес може втягуватися й інша привушна. Крім привушних слинних залоз, у процес можуть рідше залучатися підщелепні і під'язична слинні залози. Часте ураження саме привушних залоз, ніж інших слинних, пов'язане з низькою антивірусною активністю слини привушних залоз, більшою — підщелепних, та найсильнішою антивірусною активністю слини під'язичної залози.
Привушна слинна залоза збільшена в розмірі, виступає з-за верхньої гілки нижньої щелепи у вигляді припухлості, що заповнює простір між соскоподібним відростком і гілкою нижньої щелепи (ретромаксилярний). Припухлість може поширюватися на щоку, до соскоподібного відростку та на шию. Шкіра над слиною залозою не має ознак запалення, але вона виглядає натягнутою, слинна залоза еластична, відносно болюча. Хворі скаржаться на біль при жуванні, особливо твердої їжі. 
При ураженні привушних слинних залоз можна побачити в ротовій порожнині характерні зміни у вигляді набряклості, гіперемії слизової оболонки навколо отвору слинної привушної (стенонової) протоки (симптом Мурсу), виділення з неї густого слизу. Уражені підщелепні слинні залози при пальпації більш болючі, однак теж еластичні на дотик. Ураження під'язичної залози проявляється болем в корені язика.

#### Розпал хвороби
Основні прояви епідемічного паротиту розвиваються за 3-4 дні хвороби та супроводжуються фебрильною гарячкою, інтоксикаційними проявами, сухістю в роті. З 5-го дня спостерігають зворотній розвиток симптомів. Більш тривалий період гарячки та інтоксикацію відмічають у тих випадках, коли інфекція поширюється на інші залози. Кожне розповсюдження вірусу в інші залози супроводжується новим підйомом гарячки, нерідко з помірним ознобом.
Критерії тяжкості перебігу епідемічного паротиту обумовлені тим, наскільки значними є загальні та локальні ознаки захворювання: гарячка, інтоксикація, є чи відсутні ускладнення. Неускладнений епідемічний паротит перебігає зазвичай легко, рідше буває середньої тяжкості, а при тяжких формах завжди відбуваються ускладнення (нерідко множинні).

## Ускладнення
Прогноз при епідемічному паротиті сприятливий, летальні випадки бувають дуже рідко (1 на 100 000 хворих). Разом з тим часті ускладнення. Це:
- Орхіт, орхоепідидиміт (приєднання запалення придатків яєчка відбувається в 1 з 4 чоловіків з епідемічним паротитом) частіше спостерігають у підлітків та дорослих. Ознаки орхіту частіше з'являються через декілька днів від початку захворювання і характеризуються новою хвилею гарячки (до 39-40°С), появою сильного болю в області мошонки і яєчка, який іррадіює в нижні відділи, збільшення яєчка, іноді разом з його придатком. Ці зміни тривають до 7-8 днів, потім симптоми регресують і яєчко поступово повертається до попередніх розмірів. Надалі можуть з'явитися ознаки атрофії яєчка. Двосторонній орхіт в дитячому, юнацькому або молодому віці може ускладнюватися надалі безпліддям. Вважають що 18 % випадків чоловічого безпліддя породжені перенесеним епідемічним паротитом.
- Гострий панкреатит з'являється на 4-7-й день хвороби. Як правило, геморагічний панкреатит чи панкреонекроз не розвиваються. Переважає набряк підшлункової залози. З'являються різкий біль в епігастральній ділянці, нудота, багаторазове блювання, гарячка, при огляді у деяких хворих відзначається напруження м'язів живота і симптоми подразнення очеревини. Разом з тим відмічають і випадки панкреатиту без виразних суб'єктивних проявів. Як в клінічно виразних випадках, так і малосимптомних епізодах характерне дуже значне підвищення активності амілази сечі, яке зберігається до місяця, тоді як інші симптоми панкреатиту спостерігають протягом 7-10 днів. Надалі може утворитися хронічне неспецифічне ураження підшлункової залози, яке може призвести до фіброзу її та утворенню цукрового діабету II типу.
- Менінгіт — ускладнення, яке частіше виявляють у дітей, ніж у дорослих. Частота цього ускладнення складає 10 %. У осіб чоловічої статі менінгіт розвивається в 3 рази частіше, ніж у жінок. Як правило, симптоми ураження нервової системи з'являються після запалення слинних залоз, але можливе одночасне ураження слинних залоз та нервової системи, або розвиток менінгіту ще до появи збільшення слинних залоз. В окремих випадках епідемічного паротиту менінгеальні ознаки можуть не супроводжуватися значними змінами слинних залоз. Менігіт починається гостро, часто супроводжується ознобом, підвищенням температури тіла, сильним головним болем, блюванням, менінгеальними ознаками. Цереброспінальна рідина прозора, витікає під тиском, характеризується значним плеоцитозом лімфоцитарного характеру (часто тисячі клітин в 1 мкл), помірним підвищенням білку. Зазвичай зворотній розвиток симптомів менінгіту відбувається за 10-12 днів, в той час як ліквор санується набагато пізніше. У деяких хворих, крім менінгеальних симптомів, розвиваються ознаки ураження речовини мозку — менінгоенцефаліт, або, зрідка, навіть менінгоенцефаломієліт. У хворих відзначають порушення свідомості, млявість, сонливість, нерівномірність сухожилкових рефлексів, парези лицевого нерва, зниження зіничних рефлексів, пірамідні знаки, геміпарез.
- Запалення яєчників і/або грудної залози (оофорит і мастит, відповідно) відбуваються рідко, частіше у жінок з ендокринною гінекологічною патологією. Як правило, це ускладнення не супроводжується виразними суб'єктивними скаргами, перебігає більш доброякісно, ніж орхіт.
- При захворюванні на епідемічний паротит в 1 триместрі вагітності відзначено зростання числа мимовільних переривань в 2 рази.
- Ураження органу слуху іноді призводить до повної глухоти. Першою ознакою служить поява шуму і дзвону у вухах. Про ураження лабіринту свідчить поява блювання, симптомів запаморочення і порушення координації. Зазвичай глухота буває односторонньою. У періоді реконвалесценції слух не відновлюється.
- Ускладнення з боку суглобів зустрічається нечасто і переважно у дорослих, причому у чоловіків частіше, ніж у жінок. Спостерігають їх зазвичай після ураження слинних залоз, хоча можливо поява їх і до зміни залоз. Характерним є ураження великих суглобів (променево-зап'ясткові, ліктьові, плечові, колінні та гомілковостопні), що супроводжується скаргами на біль, набряк, іноді виявляється серозний випіт. Симптоми артриту можуть зберігатися протягом декількох місяців.

## Діагностика

### Клініко-епідеміологічна діагностика
Хворобу розпізнають на основі епідеміологічних даних (контакт з відповідними хворим, наявність епідемії в місці, де перебував до захворювання тощо) та клінічної картини. Клінічні критерії епідемічного паротиту: гостре двобічне ураження привушних слинних залоз в молодому віці, яке супроводжується гарячкою. Поява інших уражень залоз є ще більшим клінічним підтвердженням епідемічного паротиту, тому що таке поєднання уражень залозистих органів при інших хворобах практично не зустрічають.

### Специфічна діагностика
Використовують, в першу чергу, серологічні тести: ІФА для виявлення IgM, а також пізня діагностика за допомогою реакції зв'язування комплементу (РЗК), реакції гальмування гемаглютинації (РГГА) у парних сироватках. Діагностичним вважають наростання титру в 4 рази і більше. Проводять ізоляцію вірусу (вірусологічне дослідження) або, частіше, імунофлюоресцентне дослідження (ІФМ), що дозволяє виявити віруси у клітинній культурі вже через 2-3 дні (при стандартному вірусологічному методі дослідження — лише через 6 днів). За допомогою ІФМ можна виявити вірусний антиген безпосередньо в клітинах носоглотки, що дає можливість найшвидше отримати відповідь.

## Лікування
Специфічного етіотропного лікування епідемічного паротиту не існує. Тому в лікуванні епідемічного паротиту використовують симптоматичну, підтримувальну терапію. Важливим завданням лікування є попередження ускладнень. Необхідно дотримання постільного режиму не менше 10 днів. Недотримання цього збільшує ризик розвитку орхіту у чоловіків майже у 3 рази. Дієта повинна бути такою, що легко засвоюється, переважно молочно-рослинною з обмеженням вживання білого хліба, макаронів, жирів, капусти. Підтримка водно-електролітного балансу необхідна, враховуючи втрати організму з гарячкою, блюванням.
При орхіті призначають преднізолон протягом 5 днів, починаючи з 40 мг і зменшуючи дозу кожен день на 5 мг, або інші глюкокортикостероїди (ГКС) в еквівалентних дозах. В такому випадку така пульс-терапія ГКС не призведе до значної депресії власних надниркових залоз хворого і не призведе до синдрому відміни. Носіння суспензорію (підтримувальна пов'язка для яєчка) вкрай необхідне у випадках розвитку орхіту.
При менінгіті та менінгоенцефаліті застосовують курс лікування ГКС, призначають детоксикаційну та протинабрякову терапію. Антибіотики при цьому необхідні для профілактики можливого вторинного бактеріального ураження мозкових оболонок.
При запаленні підшлункової залози призначають холод на живіт, лужні промивання шлунку, голод протягом 2-х днів, надалі рідку щадну дієту в межах 5-п столу за Певзнером, спазмолітики, знеболюючі, інгібітори протеолізу, зокрема контрикал, сольові та глюкозні розчини. В окремих тяжких випадках призначають антисекреторну терапію блокаторами протонної помпи або Н2-гістамінорецепторів.

## Профілактика
До неспецифічних методів профілактики можна віднести поради щодо дотримання гігієнічних навичок: частіше мити руки, уникати контакту з слиною інших осіб при чханні або кашлі, не користуватися непевним посудом і напоями.
Хворих для запобігання зараження оточуючих осіб слід ізолювати на термін не менше 9 днів від початку хвороби.
Найефективнішим методом профілактики епідемічного паротиту є вакцинація, яка в Україні входить до календарю щеплень. Вакцинацію для одночасної профілактики кору, епідемічного паротиту та краснухи проводять комбінованою вакциною у віці 12 місяців. Друге щеплення (ревакцинацію) цією самою вакциною проводять дітям у віці 6 років.
Детальніші відомості з цієї теми ви можете знайти в статті Вакцина проти епідемічного паротиту.